# MIM-46 Mauler

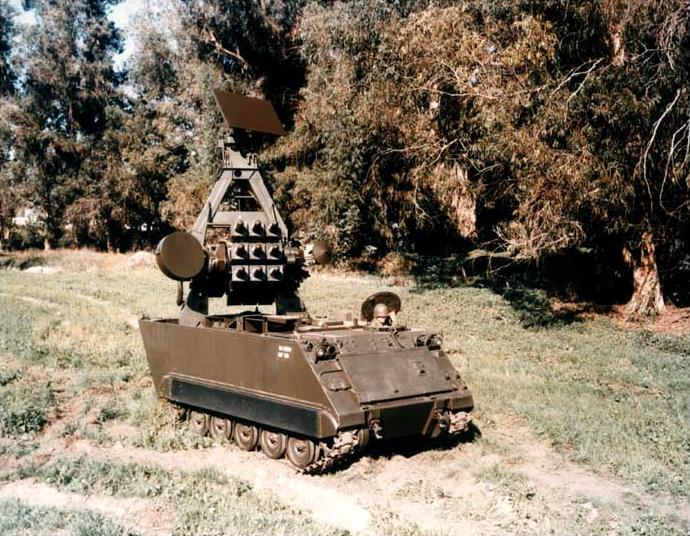
Nguyên mẫu của MIM-46 Mauler.

MIM-46 Mauler là một hệ thống tên lửa phòng không cơ động được phát triển bởi General Dynamics từ cuối những năm 1950s nhằm đáp ứng yêu cầu của Lục quân Mỹ về một hệ thống tên lửa phòng không chống lại mục tiêu bay thấp như máy bay cường kích và các tên lửa đạn đạo tầm ngắn.
Hệ thống được đặt trên xe thiết giáp XM546, dựa trên khung gầm xe thiết giáp M-113, cùng với trang bị chín tên lửa MIM-46, radar chuyên theo dõi và chiếu xạ mục tiêu bằng sóng liên tục và hệ thống điều khiển hỏa lực.
Là một thiết kế có nhiều tham vọng vào thời điểm nó ra đời, Mauler đã trải qua quá trình phát triển gặp nhiều vấn đề và khó khăn, nên nó đã bị hủy bỏ vào tháng 11 năm 1965. Việc hủy bỏ chương trình phát triển MIM-46 đã khiến cho quân đội Mỹ bị bỏ trống không có một vũ khí phòng không Lục quân hiện đại nào trong trang bị, bắt buộc Lục quân Mỹ phải đẩy nhanh việc phát triển hệ thống MIM-72 Chaparral và M163 Tracked Vulcan đơn giản hơn nhiều để trang bị. Những hệ thống vũ khí này có tính năng thấp hơn nhiều so với MIM-46 Mauler, và chỉ đóng vai trò là một giải pháp tạm thời cho đến khi phát triển hệ thống phòng không mới cao cấp hơn. Mặc dù vậy, chúng không bị loại biên cho đến tận cuối những năm 1990s.
Cả Hải quân Mỹ và Hải quân Anh đều mong đợi rằng Mauler sẽ đảm đương tốt vai trò phòng không tầm ngắn mà hai lực lượng này vẫn còn thiếu. Sau khi chương trình phát triển MIM-46 Mauler bị hủy bỏ, cả hai đã phát triển tên lửa phòng không tầm ngắn RIM-7 Sea Sparrow và Rapier, để đảm đương vai trò phòng không tầm ngắn.

## Bối cảnh ra đời

### Duster và Vigilante
Sau chiến tranh thế giới thứ hai, các loại vũ khí phòng không cơ động đầu tiên mà Lục quân Mỹ phát triển đều được dựa trên pháo phòng không Bofors cỡ nòng 40 mm với tên gọi là M19 Multiple Gun Motor Carriage sau đó là M42 Duster. Lần đầu được đưa vào trang bị năm 1952, hệ thống pháo phòng không Duster nhanh chóng trở nên lỗi thời do tốc độ và tính năng của máy bay ngày một được nâng cao. Do đó việc theo dõi, bám mục tiêu, xác định khoảng cách tới mục tiêu thủ công đã trở nên lỗi thời và quân đội Mỹ đã triển khai thêm radar RADUSTER cho hệ thống Duster. Đến năm 1955 người ta nhận ra rằng cần phải phát triển loại khí tài mới để đáp ứng yêu cầu đặt ra chứ không thể nâng cấp M42 Duster được thêm nữa. Do đó vào năm 1956 kế hoạch đặt ra là cải tiến hệ thống điều khiển hỏa lực T50 cho hệ thống RADUSTER.
Do yêu cầu đặt ra là chống lại máy bay phản lực bay cao tới 10.000 ft (3.000 m) và tầm bắn thẳng là 14.000 ft (4.300 m), các kỹ sư đã kết hợp pháo 37 mm Gatling lên khung gầm M113 Armored Personnel Carrier tạo thành hệ thống phòng không mới mang tên T249 Vigilante cuối năm 1956. Ngoài ra còn có một phiên bản T248 dạng xe kéo cũng được phát triển. Mặc dù Vigilante ngắm bắn bằng quang học giống như Duster, nhưng vận tốc bắn cao của nó (3.000 phát/phút) giúp nó có hiệu suất tốt hơn nhiều trong việc chống mục tiêu bay có vận tốc lớn.
Khi chương trình phát triển pháo phòng không Vigilante còn đang tiến hành, Lục quân Mỹ đã đưa ra quyết định sẽ hủy bỏ các chương trình phát triển pháo phòng không do vô dụng trước máy bay phản lực có vận tốc lớn cùng với thời gian giao chiến giảm xuống. Pháo phòng không Vigilante có tầm bắn hiệu dụng khoảng 3.000 yd (2.700 m), và đạn pháo sẽ mất khoảng 5 giây để bay tới cự ly tối đa, trong khi máy bay phản lực bay ở vận tốc 500 mph (800 km/h) đã di chuyển được hơn một km trong khoảng thời gian này. Do đó, hệ thống radar ngắm bắn sẽ không thể đưa ra giải pháp để điều khiển pháo bắn trúng đích. Sau cùng Lục quân Mỹ đã quyết định tiếp tục sử dụng pháo phòng không Duster trong lúc chờ đợi giai đoạn phát triển thứ 3 (Phase III) phát triển loại tên lửa phòng không có năng lực để thay thế nó.

### Phase III
Phase III được mong đợi sẽ đáp ứng yêu cầu cấp thiết của Lục quân Mỹ về hệ thống phòng không cơ động. Hệ thống có kích thước nhỏ, có khả năng cơ động và có khả năng bắn máy bay bay ở độ cao lên tới 10.000 feet.

### FAAD
Trong dự án "Phòng không khu vực phía trước-Forward Area Air Defense", Lục quân Mỹ triển khai thu thập các thông số lý thuyết để phát triển hệ thống phòng không dựa trên tên lửa vào năm 1959.
Hệ thống dẫn đường cho tên lửa là một mối quan tâm chính. Phần lớn các hệ thống tên lửa phòng không trong thời kỳ này đều sử dụng phương pháp Dẫn đường bằng radar bán chủ động, với radar mặt đất để chiếu xạ mục tiêu, sóng phản xạ trở lại từ mục tiêu được thu lại bởi bộ phận thu tín hiệu đặt trên đầu tên lửa. Hệ thống này có ưu điểm là tín hiệu radar sẽ ngày càng mạnh hơn khi tên lửa ngày càng bay lại gần mục tiêu, khiến nó dễ dàng bám mục tiêu. Ngoài ra tín hiệu phản xạ từ mục tiêu có dạng hình côn, do đó càng tăng độ chính xác khi tên lửa tiếp cận mục tiêu.
Về nhược điểm, việc sử dụng Dẫn đường bằng radar bán chủ động SARH cũng đồng nghĩa với việc các tín hiệu radar phản xạ từ nơi khác cũng sẽ được tên lửa thu nhận và làm nhiễu đầu dò của tên lửa. Các tên lửa SARH đời đầu thường dễ dàng bị nhiễu bởi các tín hiệu radar phản xạ từ cây, các tòa nhà hoặc phản xạ bởi mặt đất. Rất khó để tên lửa có khả năng xác định đúng đâu là tín hiệu phản xạ từ mục tiêu trong một môi trường dày đặc nhiễu như vậy.
Trong dự án FAAD, Lục quân Hoa Kỳ quyết định sử dụng phương pháp lái tên lửa bằng chùm tia. Phương pháp này đã được sử dụng từ rất sớm trên tên lửa RIM-2 Terrier, tuy nhiên nó đã bị bỏ xó do quân đội ưa thích hệ thống dẫn đường bằng radar bán chủ động do các ưu điểm liệt kê bên trên. Tín hiệu lái tên lửa có dạng hình côn đồng nghĩa với việc tên lửa sẽ ngày càng thiếu chính xác khi bay gần đến mục tiêu. Phần lớn các tên lửa sử dụng phương pháp lái tên lửa theo chùm tia như một phương pháp phụ để dẫn đường giai đoạn cuối.
Mặc dù có các nhược điểm như trên, nhưng phương pháp lái tên lửa bằng chùm tia đã trở thành phương án để dẫn đường cho tên lửa ở tầm thấp gần mặt đất trong dự án FAAD. Do tín hiệu điều khiển được thu lại qua cạnh thân tên lửa, tín hiệu sẽ vẫn gần như không bị nhiễu. FAAD sử dụng radar với hiệu ứng Doppler để xác định chính xác mục tiêu trong môi trường nhiễu nền. Ở giai đoạn cuối, FAAD sử dụng hệ thống dò tìm hồng ngoại tiên tiến.
FAAD sẽ có chế độ hoạt động bán tự động. Trong chiến đấu, kíp điều khiển có thể lựa chọn mục tiêu trên radar tìm kiếm từ xa và ra lệnh phóng bằng giọng nói. Sau đó hệ thống máy tính sẽ tự động điều khiển và dẫn bắn tên lửa ngay khi mục tiêu bay vào tầm bắn.
Sau khi chạy mô phỏng Monte Carlo trên máy tính IBM 650, các nhà thiết kế sử dụng đầu đạn nổ văng mảnh thay vì đầu đạn continuous-rod warhead.
Để cơ động, hệ thống được đặt trên khung gầm xe M113, loại xe thiết giáp chở quân tốt nhất của Lục quân Mỹ khi đó. Sau khi sửa đổi xe M113 mang định danh XM-546.

### Phát triển

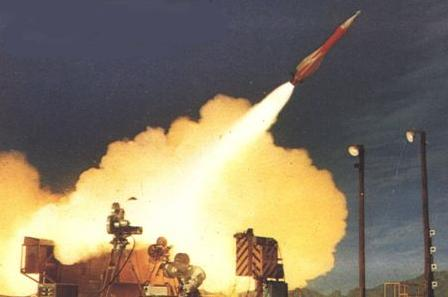
Phóng thử nghiệm Mauler

General Dynamics (Convair Pomona Division) dành được hợp đồng phát triển hệ thống phòng không mới vào năm 1959. Chương trình phát triển Mauler được bắt đầu vào tháng Năm năm 1959 nhưng thực sự được triển khai từ tháng Ba năm 1960.
Lục quân Mỹ không phải là khách hàng duy nhất của hệ thống Mauler, cả Hải quân Mỹ và Lục quân Anh cũng dự kiến sẽ trang bị loại tên lửa phòng không này. Từ năm 1960, Hải quân Mỹ phát triển hệ thống mang tên "Basic Point Defense Missile System", với việc sửa đổi Mauler trở thành "RIM-46A Sea Mauler". Thậm chí tàu hộ tống của Hải quân Mỹ đã được chế tạo với dư địa để lắp đặt ống phóng tên lửa Sea Mauler khi nó được tiếp nhận.
Việc phát triển hệ thống trên nhiều nền tảng khác nhau khá phức tạp. Trong đó vấn đề đặc thù là sự tương hợp của hệ thống nhận diện địch ta (IFF). Việc phát triển cấu hình khí động học của tên lửa và động cơ diễn ra rất nhanh chóng. Tuy nhiên hai lần phóng thử nghiệm không điều khiển và có điều khiển đều gặp nhiều vấn đề. Trong khi đó Anh và NATO đã phát triển thành công Rapier missile là một hệ thống tương tự như Mauler.

### Vấn đề
Vốn phát triển hệ thống Mauler bị hạn chế và việc phát triển bị kéo dài tới hai năm. Kế hoạch sản xuất được điều chỉnh lại vào năm 1963 khi hệ thống pháo phòng không M42 Duster bị loại biên.
Chương trình Feasibility Validation Program được đề ra năm 1963 để xác định liệu Mauler có khả năng được phát triển thành công trong khoảng thời gian và chi phí hợp lý. Chương trình đi đến kết luận rằng Mauler có khả năng chống lại máy bay phản lực và máy bay cánh quạt dù ở cự ly không không như mong đợi. Chương trình phát triển Mauler bị khai tử tháng Bảy năm 1965 không làm giới chuyên môn bất ngờ. Thiếu vốn, thiếu dẫn đường từ trung tâm chỉ huy, thay đổi về yêu cầu đặc tính kỹ thuật, và các vấn đề kỹ thuật mới chưa được kiểm chứng đã dẫn đến tương lai mù mịt của chương trình phát triển Mauler. Kết quả của sáu năm phát triển cuối cùng là sự hủy bỏ.

### Hủy bỏ chương trình
Lúc này đã có nhiều nghi ngại về việc hệ thống phòng không sẽ được triển khai sớm. Ngày 16 tháng Chín năm 1963, Army Materiel Command yêu cầu Aviation and Missile Command nghiên cứu khả năng phát triển hệ thống tên lửa phòng không tầm ngắn dựa trên AIM-9 Sidewinder. Theo đánh giá của cơ quan này, việc chuyển đổi sẽ đơn giản, nhưng sẽ không hiệu quả.
Ban Lục quân với sự hỗ trợ từ Army Air Defense Artillery School tại Fort Bliss, đã bắt đầu nghiên cứu mới dưới sự lãnh đạo của Lieutenant Colonel Edward Hirsch. Theo đó Ủy ban này đưa ra một hệ thống phòng không nhiều lớp bao gồm hệ thống tên lửa phòng không MIM-72 Chaparral mang tên lửa Sidewinder đảm nhiệm phòng không tầm xa và hệ thống M163 VADS được trang bị pháo M61 Vulcan đóng vai trò phòng không tầm gần, và radar cảnh báo phía trước AN/MPQ-49 Forward Area Alerting Radar sẽ gửi tín hiệu cho cả hai hệ thống phòng thủ. Ngoài ra những tổ hợp phòng không trên sẽ được hỗ trợ bởi tên lửa phòng không vác vai FIM-43 Redeye. Mặc dù có thể không hiệu quả như Mauler nhưng những tổ hợp phòng không này sẽ được sản xuất và trang bị sớm hơn nhiều trong khi quá trình phát triển một hệ thống phòng không tiên tiến vẫn còn chưa hoàn thiện.
Tháng Mười một năm 1963, Mauler được định hướng sẽ sử dụng các công nghệ kém tiên tiến hơn, một vài mẫu thử nghiệm đã được đề xuất nhưng vẫn không được trang bị trước năm 1969. Các thử nghiệm vẫn được tiếp tục cho đến khi toàn bộ chương trình bị hủy bỏ vào tháng Mười một năm 1965. Chaparral cùng với đầu dò hồng ngoại của Mauler đã tỏ ra có hiệu quả cao hơn nhiều so với nguyên mẫu AIM-9C.

### Cái kết
Sự kết hợp của bộ đôi Chaparral/Vulcan là sự bổ sung hoàn hảo trong khi một hệ thống phòng không hoàn thiện hơn được phát triển. Tuy nhiên trong những năm 1970s các mối đe dọa đường không chuyển từ máy bay cường kích-bom chiến thuật sang máy bay trực thăng mang tên lửa có khả năng tấn công từ phía sau đội hình cần bảo vệ. Điều này dẫn đến việc cần thiết phải có hệ thống dựa trên súng pháo bắn nhanh, có tầm bắn xa hơn tầm bắn 1.200 mét của pháo Vulcan. Một giải pháp đưa ra là sử dụng M247 Sergeant York. Tuy nhiên chương trình phát triển pháo này gặp nhiều vấn đề kỹ thuật dẫn đến bị hủy bỏ vào năm 1985.
Sau khi chương trình phát triển Sergeant York bị hủy bỏ, Lục quân Mỹ tham gia cùng với Lục quân Canada để phát triển một hệ thống mới với cái tên ADATS dựa trên pháo Oelingkon, rất tương đồng với nguyên mẫu của Mauler cũng dựa trên khung gầm xe M113. ADATS có năng lực tốt hơn Mauler, với tầm bắn tới 10 km và tốc độ tên lửa cao hơn. Tuy nhiên, sau khi Chiến tranh Lạnh kết thúc, Lục quân Hoa Kỳ đã rút khỏi chương trình phát triển ADATS. Vai trò phòng không được thực hiện bởi hệ thống Bradley Linebacker, dựa trên FIM-92 Stinger.
Hải quân Mỹ trong khi đó cần thứ có thể thay thế được RIM-24 Tartar, Hải quân Mỹ cũng tìm kiếm một loại vũ khí có khả năng thay thế cho các hệ thống súng phòng không tầm ngắn trên hạm tàu của mình. Hải quân mong đợi Mauler sẽ được trang bị trên không chỉ là tàu hiện đại nhất của Hải quân khi đó như lớp Knox mà còn hình thành nên một cấu hình phòng không cơ bản của Hải quân Mỹ vào những năm 1970s. Người ta cũng tin tưởng rằng Mauler sẽ cải thiện đáng kể khả năng phòng không của các tàu cỡ nhỏ, giúp nó có khả năng đảm đương nhiệm vụ tương đương một phần với các tàu cỡ lớn hơn như tàu khu trục.
Tuy nhiên, sau khi chương trình Mauler bị hủy bỏ, Hải quân Mỹ buộc phải khởi động lại chương trình đã dở dang trước đó để phát triển một hệ thống phù hợp. Do tên lửa hồng ngoại Sidewinder bị giới hạn trong việc chống lại mục tiêu bay như máy bay và tên lửa bay đến trực diện, nên Hải quân Mỹ đã sử dụng AIM-7 Sparrow để thay thế. Dù cho Sparrow là một tên lửa tốt, nhưng nó được thiết kế chuyên biệt để đối phó với máy bay tốc độ cao do đó nó có gia tốc khá thấp, đổi lại cho việc bay hành trình ở cự ly xa hơn và tầm bắn lớn hơn. Do đó, một động cơ mới đã được phát triển và trang bị riêng cho RIM-7 Sea Sparrow, một tên lửa mới dựa trên AIM-7. Để dẫn đường cho tên lửa, một radar chiếu xạ thủ công mới được phát triển. Radar tìm kiếm mục tiêu của tàu chiến sẽ gửi thông tin về mục tiêu thông qua kênh âm thanh tới kíp điều khiển, kíp điều khiển sẽ vận hành thủ công hướng chùm tia radar về phía mục tiêu và phóng tên lửa. Tên lửa sẽ được chứa trong tám ống phóng quay. Toàn bộ hệ thống lớn hơn nhiều so với Mauler nhưng lại có tầm bắn ngắn hơn, và mất nhiều thời gian để chuyển trạng thái chiến đấu hơn.
Do nguyên mẫu Sea Sparrow đơn giản và tính năng không cao, nó đã nhanh chóng được nâng cấp. Nhờ áp dụng kiểu cánh có thể gấp lại được nên đã làm giảm kích thước của ống phóng tên lửa, và hệ thống tự động bắt bám mục tiêu cũng sớm được bổ sung cho radar chiếu mục tiêu. Sea Sparrow còn tiếp tục được nâng cấp với radar mảng pha trên các tàu chiến hiện đại giúp trực tiếp dẫn đường cho tên lửa Sparrow, thay vì sử dụng radar chiếu xạ cồng kềnh trước kia. Phiên bản mới nhất có khả năng phóng từ giếng phóng thẳng đứng giúp tăng đáng kể số tên lửa có thể mang trên tàu. Cuối cùng, Hải quân và Lục quân Mỹ đã tìm được giải pháp cho câu hỏi phòng thủ, bắt đầu từ Mauler cho đến các hệ thống có khả năng tốt hơn rất nhiều.